# مستقبلات درنية
المستقبلات الدرنية (Tuberous receptors) هي مستقبلات كهربائية تختص بالاستجابة للمجالات الكهربائية عالية التردد (انبعاثات العضو الكهربائي أو EODs), ومن ثم توجد تلك المستقبلات في السمك الذي يتميز بحس كهربائي نشط يمكنه إنتاج المجالات الكهربائية الخاصة به. وتوجد تلك المستقبلات في الأغلب في الأسماك الضعيفة كهربائيًا مثل السكينيات وأسماك أنف الفيل. وتستقبل تلك المستقبلات المجالات الكهربائية الخاصة بها على وجه التحديد، ويمكنها رصد الترجاف الناتج عن الكائنات الغريبة.
هناك نوعان من المستقبلات الدرنية، النوع t والنوع p.
تضم الأنواع التي تستخدم المستقبلات الدرنية أسماك السكين الزجاجية (Eigenmannia virescens), وهي أحد أنواع السكينيات.